# 新甫河
新甫河是莱芜区高庄街道的河流。起源于刘家林村，在关帝庙村近河口处有莲花河注入，二河并流约50米注入牟汶河。全长17.93（11.14英里）。上游有两扇门水库，总库容1.484×106立方（5.24×107立方英尺），是砌石拱坝。

## 图集

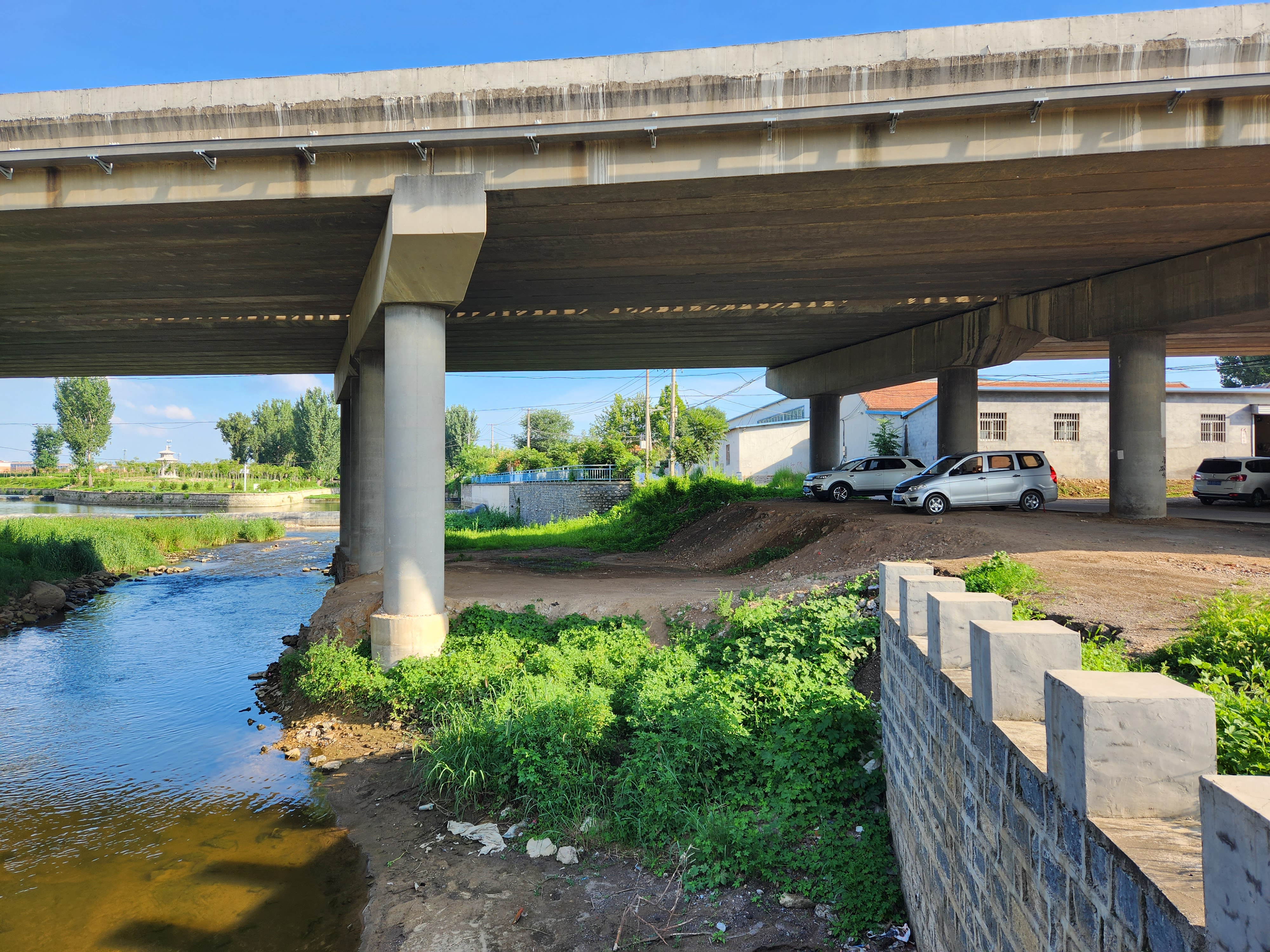
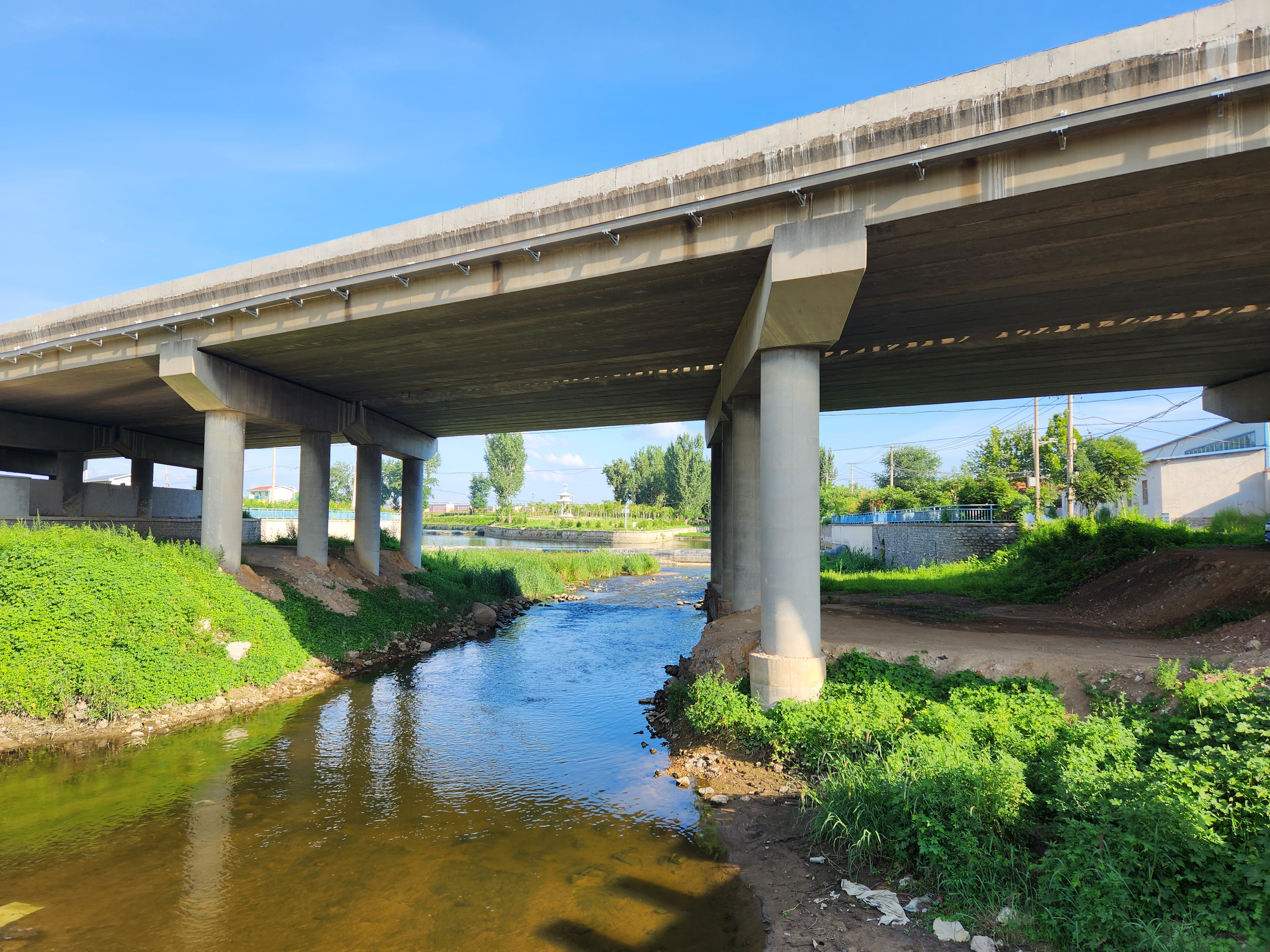